# 马家村组
马家村组是中國桑托期至科尼亞克期地質组構造。恐龍遺骸是從地層中發現的化石之一。
马家村组位于中国河南南阳县、淅川县一带的上白垩世地层，1975年由周世全，韩世敬等命名。该地层以棕红色钙质粉砂岩、细砂岩为主，间夹砂砾岩、泥灰岩、灰绿色粉砂岩等。